# سبانخ (طبق)
السَّبَانِخ هي يخنة تُحضَّر من نبات السبانخ، وتُعدّ من الأطباق الشائعة في مصر وبلاد الشام، مع وجود بعض الاختلافات في طريقة التحضير حسب البلد. تُطهى السبانخ في مصر في صلصة غنية تعتمد على الطماطم، وغالباً ما تُقدَّم إلى جانب الأرز أو الخبز. وتُعدّ هذه الوجبة من الأطعمة الغنية بالعناصر الغذائية، كما تُعتبر من الركائز الأساسية في المطبخ المصري.